# Marc Goergen
Marc Goergen, né le 12 janvier 1985 à Luxembourg-Ville (Luxembourg), est un homme politique luxembourgeois, coordinateur du Parti pirate (PPL) et conseiller communal de Pétange.

## Carrière politique
De 2012 à 2015, il a été vice-président du Parti Pirate du Luxembourg. Aux élections municipales du 8 octobre 2017, il a été élu avec Starsky Flor au conseil municipal de Pétange. Lors du Congrès national du Parti pirate qui a lieu le 9 février 2019, Marc Georgen est élu en tant que coordinateur.
Aux élections législatives de 2013 et de 2018, il était le candidat tête de liste du Parti pirate dans la circonscription du Sud. En 2018, il a été élu à la Chambre des députés comme l'un des deux députés de ce parti.
Marc Goergen est également président de la Rollinger Musek (Harmonie Municipale Rodange & Lamadelaine), trésorier de la Maison des Jeunes de Pétange, et il est actif pour l'organisation 'Vermëssten Déieren',.

## Privé
Marc Goergen est marié et père de deux enfants.